# جکسن (کارولینای شمالی)
جکسن (به انگلیسی: Jackson) شهری در ایالت کارولینای شمالی کشور ایالات متحده آمریکا است که جمعیت آن در سرشماری سال ۲۰۱۰ میلادی، ۵۱۳ نفر بوده‌است.